# Diction
 (novembre 2007).
- Si vous ne connaissez pas le sujet, laissez ce bandeau (vous pouvez alors contacter les auteurs).
- Si vous supprimez le contenu mis en cause (vous pouvez préalablement contacter les auteurs),

argumentez précisément cette suppression dans la page de discussion
(un manque de référence n'est pas un argument ; une recherche réelle de référence doit avoir été effectuée, être formellement documentée).
La diction est la qualité orale d'une lecture ou d'une prise de parole improvisée. Le terme élocution en est alors un synonyme. Dans un sens plus spécialisé, la diction est l'art ou la discipline qui consiste à prononcer en parlant ou en chantant un texte, en général lu ou appris par cœur (dans le deuxième cas on emploie aussi le terme récitation), à haute voix dans le but de le rendre le plus compréhensible possible aux auditeurs. Elle sous-entend donc une application certaine par rapport à la simple énonciation (de paroles improvisées). L'emploi d'une diction améliorée est le plus souvent le corollaire d'un registre (choix des mots et des formules) de langue plus soutenu.

## Définition et concept
Pour les classiques, la diction est la manière de s’exprimer d’un écrivain ou d’un auteur. Au XIXe siècle, la diction est la manière de dire, eu égard au choix et à l’arrangement des mots. À l’époque moderne, la diction est l’art de phraser un texte dont on est soit l’auteur soit l’interprète. Il importe donc à tous ceux qui prennent la parole en public de connaître la prononciation des mots, la place des césures, l’emploi des liaisons, les règles de syntaxe et de prosodie, bref tout ce qui fait l’art de phraser, que l'on peut nommer le jeu verbal.
La lecture de la poésie versifiée et rimée est un exercice de diction. En étant proche du précédent par ses rimes et par le respect qu'elle impose du nombre de syllabes correspondant à la mélodie (mais moins rigidement qu'en poésie), la chanson est probablement l'exercice de diction que rencontrent le plus souvent les gens.

## Pratique de la diction
La pratique de la diction, ou l'intérêt pour cet art sont difficiles à délimiter. Le premier contact d'un enfant francophone avec la diction est souvent la rencontre avec des « exercices amusants » tels que par exemple : 
- « un chasseur sachant chasser »
- « les chaussettes de l'archiduchesse »,
- « Didon dîna dit-on du dos dodu d'un dodu dindon »
- « je veux et j'exige ces jolis et joyeux oiseaux jasant »
- « si six scies scient six saucisses alors six cent six scies scient six cent six saucisses »

Le jeu est plus d'éviter le bafouillage, compliqué par la juxtaposition de mots difficiles à prononcer ou comportant des inversions de voyelles (« piano, panier »), que de s'entraîner réellement à la diction de vraies phrases.

### Scolarité
Durant leur scolarité, les enfants rencontrent la diction sous deux formes :
- la récitation ;
- la dictée qui impose une bonne diction de la part d'une personne (leur instituteur en général).

### Dictionnaire
La plupart des dictionnaires sont des lexiques et donnent rarement la prononciation des mots qu'ils définissent, ce que font toujours en revanche les dictionnaires bilingues, destinés aux étrangers, souvent sous une forme empirique. Quand la prononciation est donnée, l'alphabet phonétique international est employé. Les mots français ayant souvent plusieurs prononciations, compte tenu du phénomène de liaison, une notation permettant de noter ce fait est employée dans Le Robert.

### Théâtre, cinéma, presse parlée
La diction est enseignée dans les milieux du théâtre, quelquefois les conservatoires de musique. 

### Métiers concernés par la diction
(liste non exhaustive)
- présentateur d'émission culturelle ou de variété
- présentateur de journal télévisé
- animateur de radio
- animateur d'émission littéraire
- conteur
- comédien/narrateur de théâtre/cinéma/doublage
- instituteur
- professeur de français
- chanteur
- homme/femme politique
- linguiste
- poète
- orthophoniste

## Le paradoxe de la diction
Dans la langue française, la norme orthographique est sujette à maintes discussions. 
Paradoxalement, une impasse semble faite sur le soin apporté à la langue orale.
En fait, la plupart des Français, même instruits, ont une représentation écrite de la langue, représentation en grande part due à l'insistance du système scolaire sur cet aspect. 
Le français est une des rares langues difficiles à maîtriser par ses propres locuteurs natifs.
Le phénomène dit de liaison ne semble exister dans aucune autre langue.[réf. nécessaire]
Certains l'assimilent à un sandhi externe, mais un sandhi est régulier alors que la liaison est irrégulière.[réf. nécessaire]

## Les «accents» du français
Le français est parlé avec différents « accents », quelquefois « sans accent ».
Quand le français est parlé « sans accent », sans donner plus de précision, cela veut en fait dire « sans accent étranger ». De même si une personne parle français « avec un léger accent », cela veut dire « avec un léger accent étranger ». Il est connu[réf. nécessaire] en effet que toute personne ayant appris une langue après l'adolescence  n'arrive jamais à éliminer certaines particularités de sa diction, notamment aux niveaux phonologique, phonétique et prosodique, qui sont immédiatement et impitoyablement perçues par les locuteurs natifs comme « exogènes ».
Par ailleurs, certains locuteurs ont un accent qui n'est pas réellement détecté comme étranger mais comme « particulier » par rapport au français de référence. C'est en général un accent régional. Cette détection se fait particulièrement au niveau de variations de la prosodie. 
Certains linguistes[Qui ?] ont décrit la situation de la francophonie de la manière suivante, en trois zones concentriques :
1. Au centre du complexe, on trouve les populations 1 qui parlent actuellement le français comme première ou deuxième langue et qui ont comme substrat familial ou comme première langue une langue d'oïl (en particulier, le picard, le wallon) ou une langue franco-provençale. Paradoxalement, il faut adjoindre à ce groupe les populations bretonnes, ayant à l'origine un substrat celtique mais ayant toujours été entourées par les populations 1. Ces populations 1 parlent ce qu'on appelle le français standard (quoique localement le r roulé puisse subsister, rendant la forme locale typée selon les critères dominants) et en particulier manifestent dans leur parler l'intégralité du système phonologique, qui comprend jusqu'à seize voyelles sans compter les diphtongues (au sens phonologique, car certains phonéticiens[réf. nécessaire] ne reconnaissent pas leur existence en français).
2. Deuxièmement on trouve les populations 2 qui parlent actuellement le français comme première ou deuxième langue et qui ont comme substrat familial ou comme première langue une langue d'oc ou une autre langue latine (occitan, gascon, catalan, corse) ou sont entourés historiquement par de telles langues (pays basque) ou plus rarement par des langues germaniques. Ces substrats donnent les Français parlés avec l'accent « du midi » ou « méridionaux » ou accent flamands, alsacien etc. 
 Ces dernières formes du français du Midi différent suffisamment du français standard pour que le linguiste Noël Nguyen distingue de fait deux français : le «français du nord» et le «français du sud». Dans la forme de français méridional, distinguées par lui par son système phonologique à onze voyelles, c'est avant tout la modification importante de la prosodie, plus que celle du système phonologique, qui est en réalité détectée par les non-linguistes.
3. À la périphérie de ce complexe des Français se trouvent les parlers français ultra-marins 3 dont les caractéristiques se rapprochent des langues avec lesquels ils sont en contact, langues africaines, langues asiatiques, langues amérindiennes, et aussi langues créoles issues du français. Ces formes ont en commun avec les parlers 2 de n'avoir que onze voyelles (sans préjudice de leurs diphtongues) voire dix. 
 Bien que situés outre-mer, par rapport à la souche, les Français parlés en Amérique du Nord ressortissent évidemment de la première catégorie, étant issus de la souche de la langue française, et ont des systèmes vocaliques comparables mais se rattachent peut-être par d'autres traits phonétiques à la troisième par leur longue cohabitation avec l'anglais.

Cette description statique, d'emblée rejetée par certains auteurs comme trop normative, aurait pourtant été à peu près justifiée pour la première moitié du XXe siècle mais ne correspond plus vraiment à la situation actuelle du français, compte tenu des schémas modernes de migration.
Le tableau ne serait pas complet sans parler de la généralisation du « métissage » linguistique intrafamilial, qui réunit dans les mêmes foyers des parents eux-mêmes issus ou originaires de familles issues de zones différentes de la francophonie.
Les générations issus de ces foyers présentent en général des accents normalisés (parisianisés) en ce qui concerne la prosodie mais très différents du point de vue phonologique, avec une tendance à l'adoption de la norme phonologique la plus lâche ce qui conduit à l'apparition d'un français qui n'est ni du Nord ni du Sud, mais est un français simplifié.
La langue parlée subit néanmoins une forte pression scolaire, culturelle et sociale qui, en raison de l'absence de système de référence clairement édifié, se base uniquement sur les perceptions superficielles. En clair ce sont donc les accents (au sens d'accents perçus) différents de l'accent standard qui sont stigmatisés, tournés en dérision, déconsidérés.
On remarque que certains chanteurs, probablement parce qu'ils ont étudié la rime, ont enrichi leur système phonologique pour se rapprocher du français standard tout en préservant au maximum leur prosodie méridionale.

## La progression du français simplifié
Le Trésor informatisé de la langue française, maintenu par le CNRS, donne en 2009 deux prononciations pour le mot mes (qui serait toutefois homonyme de mais, mets) alors que le Littré n'en donne qu'une seule.